# Кирхнер, Фридрих (генерал)
Фридрих Кирхнер (нем. Friedrich Kirchner; 26 марта 1885 — 6 апреля 1960) — немецкий офицер, участник Первой и Второй мировых войн, генерал танковых войск, кавалер Рыцарского креста с Дубовыми листьями и Мечами.

## Начало военной карьеры
В феврале 1906 года поступил на военную службу фанен-юнкером (кандидат в офицеры). С января 1907 года — лейтенант, с июля 1913 года — старший лейтенант.

## Первая мировая война
Командовал уланским эскадроном, с июля 1915 года — ротмистр (капитан). За время войны награждён Железными крестами обеих степеней и ещё двумя орденами.

## Между мировыми войнами
Продолжил службу в рейхсвере. До октября 1935 года служил на командных должностях в кавалерии (вплоть до командира полка), затем переведён в пехоту. К началу Второй мировой войны — командир стрелковой бригады 1-й танковой дивизии, генерал-майор.

## Вторая мировая война
В сентябре-октябре 1939 года участвовал в Польской кампании, награждён планками к Железным крестам обеих степеней (повторное награждение).
С ноября 1939 года — командир 1-й танковой дивизии. С апреля 1940 года — генерал-лейтенант.
В мае — июне 1940 года участвовал во Французской кампании. Награждён Рыцарским крестом (№ 29).
С 22 июня 1941 года участвовал в германо-советской войне. Бои в районе Двинска, Вязьмы, под Москвой.
С октября 1941 года — командующий 41-м моторизованным корпусом. С ноября 1941 года — командующий 57-м моторизованным корпусом.
С февраля 1942 года — в звании генерал танковых войск. В апреле 1942 года награждён Золотым немецким крестом. С июня 1942 года корпус переименован в 57-й танковый корпус. Бои на Кубани.
В 1943 году — бои в районе Ростова и Харькова, затем на Днепре. В феврале 1944 года генерал танковых войск Кирхнер награждён Дубовыми листьями (№ 391) к Рыцарскому кресту.
В 1944 году — бои в Румынии, затем в Венгрии. В январе 1945 года Кирхнер награждён Мечами (№ 127) к Рыцарскому кресту с Дубовыми листьями.
8 мая 1945 года взят в американский плен. Отпущен из плена в 1947 году.

## Награды
- Железный крест (1914) 2-го класса (1 октября 1914) (Королевство Пруссия)
- Железный крест (1914) 1-го класса (26 сентября 1917) (Королевство Пруссия)
- Военный орден Святого Генриха рыцарский крест (19 июля 1918) (Королевство Саксония)
- Орден Альбрехта рыцарский крест 1-го класса с короной и мечами (Королевство Саксония)
- Крест «За военные заслуги» 3-го класса с воинским отличием (Австро-Венгрия)
- Почётный крест Первой мировой войны 1914/1918 с мечами (1934)
- Медаль «За выслугу лет в вермахте» c 4-го по 1-й класс
- Пряжка к Железному кресту (1939) 2-го класса (22 сентября 1939)
- Пряжка к Железному кресту (1939) 1-го класса (4 октября 1939)
- Рыцарский крест железного креста с дубовыми листьями и мечами
  - рыцарский крест (20 мая 1940)
  - дубовые листья (№ 391) (12 февраля 1944)
  - мечи (№ 127) (26 января 1945)
- Немецкий крест в золоте (22 апреля 1942)
- Медаль «За зимнюю кампанию на Востоке 1941/42»
- Нагрудный знак «За танковую атаку» в серебре
- Упоминание в Вермахтберихт (4 февраля 1943,27 ноября 1944)